# Lemie
Lemie là một đô thị ở tỉnh Torino trong vùng Piedmont, có vị trí cách khoảng 35 km về phía tây bắc của Torino. Tại thời điểm ngày 31 tháng 12 năm 2004, đô thị này có dân số 209 người và diện tích là 45,4 km².
Lemie giáp các đô thị: Ala di Stura, Balme, Mezzenile, Usseglio, Viù, và Condove.